# Alicia Müller de Trelles
Alicia Müller de Trelles (Saltillo, 8 de marzo de 1890 - Ciudad de México, 1 de junio de 1987) fue una educadora y poetisa mexicana. Nació en la ciudad de Saltillo, capital del estado de Coahuila, México. Sus padres fueron el Reverendo Benjamín Federico Müller Morton y María del Refugio Domínguez de Müller. Maestra egresada de la Benemérita Escuela Normal de Coahuila en 1910. Alumna fundadora de la ENS de Coahuila, de la que posteriormente fue docente. Maestra durante cuarenta y siete años. Poetisa de exquisita sensibilidad fue autora de los libros: Cartas a una madre, Cómo educar a nuestros hijos, La educación moderna en México, De la errante melodía, y Cánticos de alabanza. Miembro de la corresponsalia del Seminario de Cultura Mexicana en Saltillo. Jefa de la Sección Técnica de la Dirección de Educación Pública del Estado. Conferencista; profunda conocedora de nuestra lengua. Falleció el 1 de junio de 1987 en la Ciudad de México, Distrito Federal. Sus restos descansan en la ciudad de Saltillo.
ISBN de Cánticos de alabanza: 968-7197-14-5
La educación pública moderna en México, Alicia Müller de Trelles, Maurilio P. Náñez, Asociación de Escritores y Periodistas de Saltillo, 1963 - 246 páginas
Escrito en donde se menciona la participación de Alicia Müller de Trelles en una junta o congreso de bautistas  (El 9 de octubre de 1929 durante la XI Reunión Anual de la Unión Nacional en Saltillo, Coahuila, La Hna. Alicia Müller de Trelles leyó su ensayo titulado: “ La Convivencia de establecer Sociedades Infantiles Misioneras”, el cual resultó muy interesante.)
Escrito en donde se nombra a Alicia Müller de Trelles en una participación político partidista

- Datos: Q5668816